# Camponotus trajanus
Camponotus trajanus é uma espécie de inseto do gênero Camponotus, pertencente à família Formicidae.